# Justin Thomas
Justin Louis Thomas (29 de abril de 1993) é um jogador profissional de golfe dos Estados Unidos que joga no PGA Tour e é ex-número 1 do ranking mundial. Venceu o Campeonato do PGA em 2017 e 2022. Em maio de 2018 foi o 21º jogador no topo do Ranking Mundial de Golfe Oficial.

## Carreira
Em agosto de 2017, Thomas venceu seu primeiro Major, o PGA Championship de 2017, um triunfo conquistado com duas tacadas de vantagem para o segundo colocado.

## Títulos

### Torneios Major´s (2)
| Ano  | Campeonato       | Resultados             | Margem    | Vice-campeão                                       |
| ---- | ---------------- | ---------------------- | --------- | -------------------------------------------------- |
| 2017 | PGA Championship | −8 (73-66-69-68 = 276) | 2 tacadas | Francesco Molinari, Louis Oosthuizen, Patrick Reed |
| 2022 | PGA Championship | −5 (67-67-74-67 = 275) | Playoff   | Will Zalatoris                                     |